# Nederlanders in het Oekraïense voetbal
Nederlanders in het Oekraïense voetbal geeft een overzicht van Nederlanders die een contract hebben (gehad) bij Oekraïense voetbalclubs uit de hoogste drie divisies.

## Voetballers
| Naam                | Club                  | Van  | Tot  | Opmerkingen |
| ------------------- | --------------------- | ---- | ---- | ----------- |
| Jordi Cruijff       | Metaloerh Donetsk     | 2006 | 2008 |             |
| Sendley Sidney Bito | Tavrija Simferopol    | 2010 | 2011 |             |
| Sendley Sidney Bito | Zakarpattja Oezjhorod | 2009 | 2010 | gehuurd     |
| Sendley Sidney Bito | Arsenal Kiev          | 2007 | 2010 |             |
| Sendley Sidney Bito | Stal Altsjevsk        | 2006 | 2007 |             |
| Lorenzo Ebecilio    | Metaloerh Donetsk     | 2013 | 2015 |             |
| Gregory Nelson      | Metaloerh Donetsk     | 2012 | 2015 |             |
| Jeremain Lens       | FC Dynamo Kiev        | 2013 | 2015 |             |
| Sylvano Comvalius   | Stal Dniprodzerzjynsk | 2016 | 2017 |             |
| Boy Deul            | Stal Dniprodzerzjynsk | 2016 | 2017 |             |
| Jeremain Lens       | Dinamo Kiev           | 2013 | 2015 |             |

## Hoofdtrainers
| Naam                | Club                  | Van  | Tot  | Functie |
| ------------------- | --------------------- | ---- | ---- | ------- |
| Ton Caanen          | Stal Altsjevsk        | 2006 | 2007 |         |
| Ton Caanen          | Metaloerh Donetsk     | 2003 | 2004 |         |
| Co Adriaanse        | Metaloerh Donetsk     | 2006 | 2007 |         |
| Erik van der Meer   | Stal Dniprodzerzjynsk | 2016 | 2016 |         |
| Patrick van Leeuwen | Sjachtar Donetsk      | 2023 | 2023 |         |
| Patrick van Leeuwen | Zorja Loehansk        | 2022 | 2023 |         |

## Overige functies
| Naam                | Club                  | Van  | Tot  | Opmerkingen         |
| ------------------- | --------------------- | ---- | ---- | ------------------- |
| Wim Vrösch          | Metaloerh Donetsk     | 2003 | 2004 | technisch directeur |
| Jan Olde Riekerink  | Metaloerh Donetsk     | 2006 | 2007 | assistent-trainer   |
| Chris Kronshorst    | Metaloerh Donetsk     | 2006 | 2007 | assistent-trainer   |
| Henk van Stee       | Sjachtar Donetsk      | 2006 | 2008 | Hoofd opleidingen   |
| Jan Streuer         | Sjachtar Donetsk      | 2007 | 2016 | Hoofd scouting      |
| Joop Gall           | Stal Dniprodzerzjynsk | 2016 | 2017 | assistent-trainer   |
| Patrick van Leeuwen | Sjachtar Donetsk      | 2006 | 2013 | Jeugdtrainer        |

Voetbalbonden ·
Albanië ·
Angola ·
Armenië ·
Australië ·
Azerbeidzjan ·
Bahrein ·
België ·
Bhutan ·
Bulgarije ·
Canada ·
China ·
Congo-Kinshasa · 
Cyprus ·
Denemarken ·
Duitsland ·
Egypte ·
Engeland ·
Estland ·
Ethiopië ·
Faeröer ·
Filipijnen ·
Finland ·
Frankrijk ·
Georgië ·
Ghana ·
Griekenland ·
Hongarije ·
Hongkong ·
Ierland ·
IJsland ·
Indonesië ·
Iran ·
Israël ·
Italië ·
Japan ·
Kazachstan ·
Koeweit ·
Litouwen ·
 Luxemburg ·
Maleisië ·
Malta ·
Marokko ·
Mexico ·
Namibië ·
Nieuw-Zeeland ·
Noorwegen ·
Oekraïne ·
Oezbekistan ·
Oostenrijk ·
Polen ·
Portugal ·
Qatar ·
Roemenië ·
Rusland ·
Rwanda ·
Saoedi-Arabië ·
Schotland ·
Singapore ·
Slovenië ·
Slowakije ·
Spanje ·
Tanzania ·
Turkije ·
Tuvalu ·
VAE ·
Venezuela ·
Verenigde Staten ·
Vietnam ·
Zimbabwe ·
Zuid-Afrika ·
Zuid-Korea ·
Zweden ·
Zwitserland